# الصقور الذهبية
فريق الصقور الذهبية للاستعراض الجوي. (بالإنجليزية: Golden Hawks)‏. هو فريق استعراض جوي يتبع إلى القوات الجوية الملكية الكندية (RCAF).

## التأسيس
تأسس في عام 1959 للاحتفال بالذكرى الخامسة والثلاثين للقوات المسلحة الملكية الكندية، والذكرى السنوية الخمسين «الذهبية» للرحلة الكندية، والتي بدأت مع (AEA Silver Dart) في عام 1909.